# Toxandrië

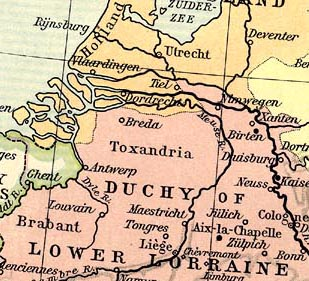
Toxandrië op een kaart van Centraal-Europa tijdens 919-1125.

Toxandrië, Texandrië of Taxandrië is de oude naam van de Kempen.
In de 1e eeuw maakte Plinius de Oudere melding van het Germaanse volk Texuandri, dat "achter de Schelde" (d.i. ten oosten van de Oosterschelde) woonde. De naam zou bestaan uit de Germaanse woorden tehswa en andra en zo "op de rechteroever" betekenen. Anderzijds kon dit volk zijn naam ontlenen aan de taxus en verwijzen naar de vroegere Eburonen wier naam naar dezelfde struik verwees.
Voor 358 vielen Salische Franken het gebied apud Toxandriam locum gewapenderhand binnen, en keizer Julianus maakte hen tot foederati van Rome. Later richtten de Franken er een gouw op, die in 710 pago Texandrie genoemd werd. Tegen 1100 waren in het gebied het markgraafschap Antwerpen en de meierij van 's-Hertogenbosch ontstaan, al gauw onderdelen van het hertogdom Brabant.

Rond 1100 vond ook de vorming van het aartsdekenaat Texandria plaats binnen het bisdom Luik. Rond 1400 verandert de naam van dit diakonaat in Campinia (Aartsdiakonaat Kempenland), de naam Taxandria verdwijnt.